# Grinăuți, Rîșcani
Grinăuți este satul de reședință al comunei cu același nume  din raionul Rîșcani, Republica Moldova.

## Demografie

### Structura etnică
Structura etnică a satului conform recensământului populației din 2004:
| Grup etnic         | Populație | % Procentaj |
| ------------------ | --------- | ----------- |
| Moldoveni / Români | 1.021     | 87,72%      |
| Ucraineni          | 131       | 11,25%      |
| Ruși               | 12        | 1,03%       |
| Total              | 1.164     | 100%        |

## Personalități
- Vitalia Pavlicenco - politiciană
- Nicolae Dudău - politician, ministru al afacerilor externe din Republica Moldova în perioada 2001-2004